# Бирюков, Андрей Андреевич
Андрей Андреевич Бирюков (род. 28 января 1992, Москва) — российский хоккеист, нападающий.

## Биография
Начал заниматься хоккеем в пять лет в ДЮСШ «Вымпел». Первый тренер В. И. Гладышев. С 2004 года — в СДЮШОР им. А. И. Чернышева «Динамо» Москва. В сезонах 2008/09 — 2012/13 играл за фарм-клуб, выступавший под различными названиями в первой лиге и МХЛ. С сезона 2012/13 стал играть за «Динамо» Балашиха в ВХЛ. В начале сезона 2016/17 провёл три матча за «Динамо» в КХЛ. Играл за команды «Динамо» СПб (ВХЛ, 2017/18 — 2018/19), «Сарыарка» Караганда (Казахстан, ВХЛ, 2019/20), «Донбасс» Донецк (Украина, 2020/21 — 2021/22), «Тамбов» и «Рязань-ВДВ» (ВХЛ, 2022/23).

## Достижения
- Чемпион ВХЛ (2017, 2018)
- Обладатель Кубка Братины (2017)
- Обладатель Кубка Петрова (2018)
- Чемпион Украины (2021)
- Третий призёр чемпионата МХЛ (2013)
- Участник Кубка вызова МХЛ (2013)[2]